# Kościół św. Jana Nepomucena i Matki Bożej Różańcowej w Biskupcu
Kościół świętego Jana Nepomucena i Matki Bożej Różańcowej – rzymskokatolicki kościół parafialny znajdujący się w dawnym mieście, obecnie wsi Biskupiec, w województwie warmińsko-mazurskim. Należy do dekanatu Iława-zachód diecezji elbląskiej.
Jest to budowla wzniesiona w latach 1892–1894 dzięki funduszom legata biskupa chełmińskiego Jana Nepomucena Marwicza. W dniu 16 września 1894 roku świątynia została konsekrowana przez biskupa chełmińskiego Leona Rednera, pod wezwaniem św. Jana Nepomucena.
Kościół został wzniesiony w stylu neogotyckim. W jego wnętrzu znajduje się oryginalny ołtarz z witrażowym oknem i rzeźbą patrona świątyni. Sufit jest zakończony ozdobnymi belkami z bogatą polichromią, z kolei na kościelnym chórze są umieszczone organy, których miechy mogą być napędzane ręcznie.